# Verneuil-en-Bourbonnais
Verneuil-en-Bourbonnais är en kommun i departementet Allier i regionen Auvergne-Rhône-Alpes i de centrala delarna av Frankrike. Kommunen ligger  i kantonen Saint-Pourçain-sur-Sioule som ligger i arrondissementet Moulins. År 2022 hade Verneuil-en-Bourbonnais 237 invånare.

## Befolkningsutveckling
Antalet invånare i kommunen Verneuil-en-Bourbonnais
Referens: INSEE